# Luca Zaia
Luca Zaia, né le 27 mars 1968 à Conegliano, est un homme politique italien, membre de la Ligue du Nord. Il est président de la région de Vénétie depuis 2010.

## Biographie
Originaire de Conegliano dans la province de Trévise en Vénétie, Luca Zaia est diplômé de la faculté de médecine vétérinaire de l'université d'Udine.

### Carrière politique
Membre de la Ligue vénète, il commence sa carrière politique comme conseiller municipal de Godega di Sant'Urbano en 1993. Deux ans plus tard, il est élu au conseil de la province de Trévise. Soutenu par la seule Ligue du Nord, il en est élu président en 1998, puis réélu en 2002, en obtenant à chaque au second tour des résultats qui dépassent 60 % des voix.
Il est ensuite élu vice-président de la région de Vénétie en 2005 et conserve cette fonction jusqu'au 7 mai 2008, date à laquelle il est nommé ministre des Politiques agricoles et forestières dans le 4e gouvernement Berlusconi.
Tête de liste de la Ligue du Nord et soutenu par Le Peuple de la liberté, il remporte les élections régionales en Vénétie le 29 mars 2010, en obtenant 60,16 % des voix. Le 13 avril suivant, il est investi président de la région et quitte le gouvernement. Le 31 mai 2015, il est réélu à la tête de la région avec 50,08 % des voix.
Il est le gouverneur régional le plus apprécié d'Italie en 2019.

## Positionnement
Fervent défenseur de l'autonomie de sa région, il soutient Matteo Salvini qu'il accompagne régulièrement lors de ses déplacements dans le Nord-Est de la Péninsule lorsqu'il fut ministre de l'Intérieur. Malgré ce soutien affiché, il ne partage pas les revendications jugées « trop agressives » de Salvini sur l'immigration.

## Polémique
Alors qu'il est ministre, Luca Zaia intervient dans le débat politique en août 2009 sur la politique télévisuelle et notamment la RAI publique. Il considère que Rai Tre, la chaîne régionale, est une « chaîne fortement idéologisée » qui ne donne pas d'« espace aux cultures régionales ». Il souhaite des programmes en dialectes régionaux en étendant la « culture dialectale y compris aux programmes de première soirée » ce qui fait titrer les médias du 12 août 2009 sur les « fiction in dialetto » (œuvres de fiction en dialecte). Ces déclarations provoquent la colère immédiate des organisations, de nombreux acteurs et de nombreux députés de la droite.
À noter que le Vénète est une langue telle que reconnue par la Région Veneto en 2007.